# Memorial Philippe Van Coningsloo
El Memorial Philippe Van Coningsloo és una cursa ciclista belga que es disputa entre Wavre (Brabant Való) i Bonheiden (província d'Anvers), en homenatge al ciclista amateur Philippe Van Coningsloo mort en una cursa. La primera edició es disputà el 1993 i el 2005 va entrar a formar part de l'UCI Europa Tour.

## Palmarès

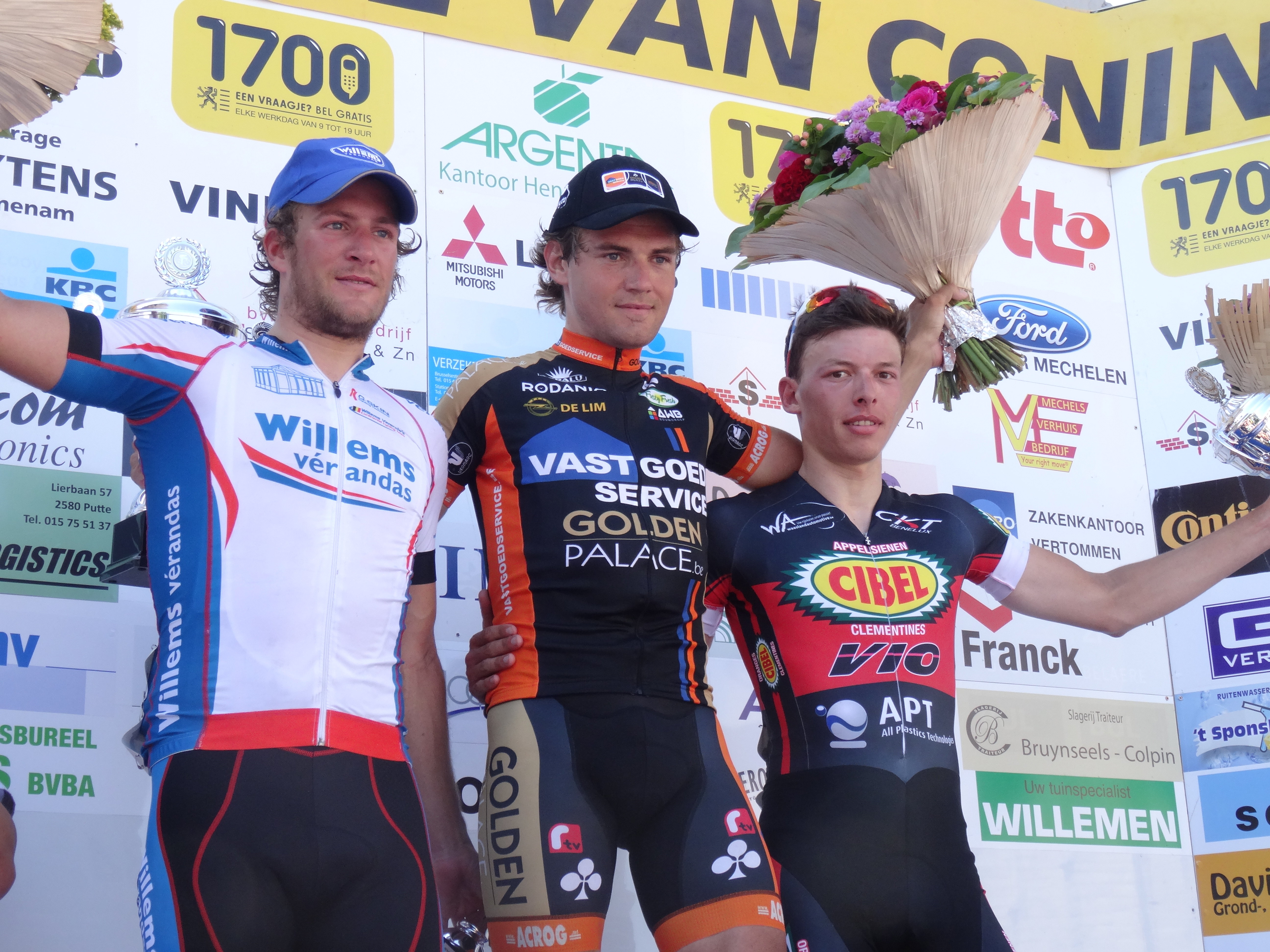
2014 : Nicolas Vereecken (2e), Rob Ruijgh (1) & Oliver Naesen (3).

| Any     | Vencedor             | Segon                  | Tercer                  |
| ------- | -------------------- | ---------------------- | ----------------------- |
| 1993    | Gert Van Brabant     | Walter Van Den Branden | Pierre Mortier          |
| 1994    | Koen Heremans        | Peter Willemsens       | Johnny Macharis         |
| 1995    | Pascal Triebel       | Jurgen Van Roosbroeck  | Kristof Trouve          |
| 1996    | Romeo Hernandez      | Juris Silovs           | Romāns Vainšteins       |
| 1997    | Geert Verdeyen       | Marc Patry             | Steven Van Aken         |
| 1998    | Gianni Rivera        | Peter Van Hoof         | Dirk Aernouts           |
| 1999    | Raimundas Vilcinskas | Saulius Ruskys         | David Willemsens        |
| 2000    | Gert Claes           | Yoeri Beyens           | Koen Heremans           |
| 2001    | David Meys           | Sébastien Rosseler     | Pieter Uytterhoeven     |
| 2002    | Peter van Agtmaal    | Bart De Spiegelaere    | Kevin Van Der Slagmolen |
| 2003    | Frederik Veuchelen   | Pieter Uytterhoeven    | Nico Indekeu            |
| 2004    | Bart Heirewegh       | Davy Daniels           | Maksim Iglinski         |
| 2005    | Hans Dekkers         | William Grosdent       | Maxime Vantomme         |
| 2006    | Kevin Maene          | Huub Duyn              | Bjorn Coomans           |
| 2007    | Frederiek Nolf       | Ken Vanmarcke          | Christof Van Heerden    |
| 2008    | Stijn Joseph         | Jonathan Henrion       | Kevin Peeters           |
| 2009    | Gediminas Bagdonas   | Sven Nevens            | Evert Verbist           |
| 2010    | Dries Hollanders     | Olivier Pardini        | Kevin Van Melsen        |
| 2011    | Andrew Fenn          | Dries Depoorter        | Alphonse Vermote        |
| 2012    | Gediminas Bagdonas   | Benjamin Verraes       | Stan Godrie             |
| 2013    | Michael Vink         | Petr Vakoč             | Nicolas Vereecken       |
| 2014    | Rob Ruijgh           | Nicolas Vereecken      | Oliver Naesen           |
| 2015    | Robin Stenuit        | Fredrik Strand Galta   | Timothy Stevens         |
| 2016    | Timothy Dupont       | Enzo Wouters           | Rob Leemans             |
| 2017    | Yves Coolen          | Stijn De Bock          | Ross Lamb               |
| 2018    | Gustav Höög          | Nathan Draper          | Jacques Sauvagnargues   |
| 2019    | Gerben Thijssen      | Rory Townsend          | Charles Page            |
| 2020-21 | suspès               | suspès                 | suspès                  |
| 2022    | Cameron Scott        | Jelle Vermoote         | Matúš Štoček            |
| 2023    | Gianluca Pollefliet  | Jasper Haest           | Cedric Pries            |